# Zach Tyler Eisen

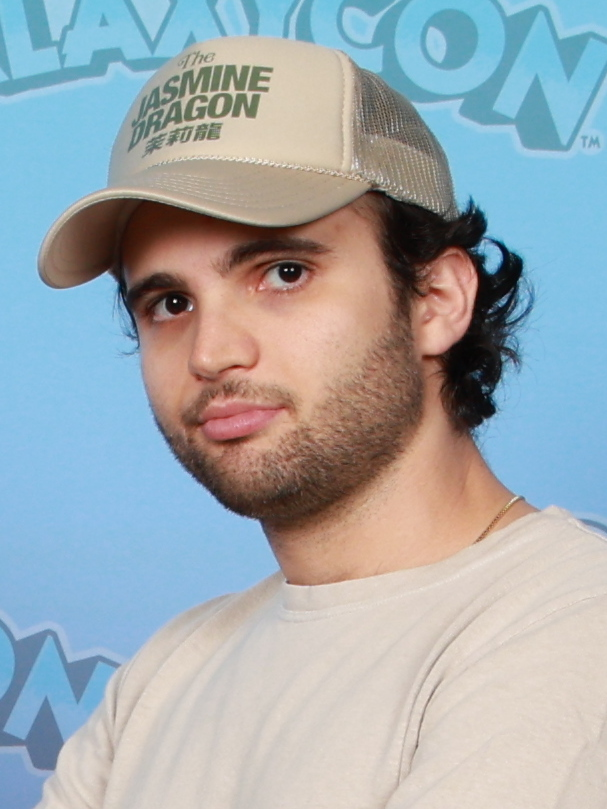
Zach Tyler Eisen

Zachary „Zach“ Tyler Eisen (* 23. September 1993 in Stamford, Connecticut) ist ein US-amerikanischer Schauspieler und Synchronsprecher.

## Karriere
Eisen spielte in den Filmen Entropy und Marci X - Uptown gets down mit. Im Film Lucas, der Ameisenschreck lieh er der Figur Lucas seine Stimme. In der Fernsehserie Avatar – Der Herr der Elemente spricht er die Figur des Aang.